# Microtus daghestanicus
Дагестанска волухарица (Microtus daghestanicus) је сисар из реда глодара и породице хрчкова (лат. Cricetidae).

## Распрострањење
Врста је присутна у Азербејџану, Грузији, Јерменији, Русији и Турској.

## Станиште
Врста Microtus daghestanicus има станиште на копну.

## Угроженост
Ова врста није угрожена, и наведена је као последња брига јер има широко распрострањење.

### Популациони тренд
Популациони тренд је за ову врсту непознат.